# Bothild Thorgunnsdatter
Bothild Thorgunnsdatter, Boedil Turgotsdotter o Bodil Thrugotsdatter (c. 1068-1103) fue reina consorte del rey Erico I de Dinamarca. Hija de Thrugot Ulfsson Fagerskinna y de Þórgunnr Vagnadóttir. Alrededor de 1100, acompañó a su marido en un peregrinaje a Jerusalén. Aunque él murió en Chipre, Bodil siguió el viaje hasta alcanzar el monte de los Olivos, donde falleció en 1103.